# Cneo Cornelio Léntulo Getúlico
Cneo o Gneo Cornelio Léntulo Getúlico  (m. 27 de octubre de 39) fue un general y político romano. Estuvo involucrado en un complot contra el emperador Calígula y fue ejecutado tras ser descubrierto.

## Familia
Era hijo de Coso Cornelio Léntulo, quien había sido cónsul en 1 a. C. Su mujer era Apronia Cesia, hija de Lucio Apronio, quien había sido también consul suffectus en el año 8. Su hijo, también llamado Cneo Cornelio Léntulo Getúlico fue consul suffectus en el año 55.

## Carrera política
Léntulo Getúlico fue pretor peregrino en 23 y cónsul en 26, siendo Tiberio emperador en ese momento. Más tarde se convirtió en legado de Germania Superior, posiblemente en sucesión de su hermano, Coso Cornelio Léntulo. Sirvió allí entre el año 29 y el 39, mientras que su suegro lo era en la Germania Inferior. Léntulo Getúlico era muy querido por sus tropas, pero su actitud complaciente con la tropa dio lugar a una relajación de la disciplina, que dejó a la provincia de la Galia abierta a las invasiones de las tribus germánicas.
Léntulo Getúlico era aliado de Sejano, prefecto de la guardia pretoriana, y su hija estaba prometida al hijo de Sejano. Sobrevivió a la caída y muerte de Sejano en 31 por supuestamente haber escrito al emperador Tiberio con advertencias sutiles con respecto a su potencial para poder tomar el control de las legiones más grandes.
Léntulo Getúlico trató de ganarse el favor de Calígula, sucesor de Tiberio en 37, escribiendo comentarios halagadores sobre su nacimiento, tal vez con la esperanza de obtener órdenes para la invasión proyectada de Gran Bretaña. Aun así, se vio envuelto en una conspiración contra Calígula en el 39, es posible que en la misma que Marco Emilio Lépido, el viudo de la difunta hermana de Calígula, Julia Drusila, y amigo íntimo del emperador. Calígula se enteró de la trama y mandó ejecutar a Léntulo Getúlico y a su esposa, probablemente el 27 de octubre.

## Escritor
Léntulo Getúlico fue también escritor, siendo mencionada su obra como fuente tanto por Suetonio (Vida de los doce Césares), como por Tácito (Anales). Además es mencionado por su nombre en la Vida de Calígula de Suetonio.
Además, era un poeta de cierto renombre. Escribió versos eróticos que inspiraron a Marcial, quien lo citó como precedente para el libre uso de la lengua.